# Ritratto non finito del generale Bonaparte
Il ritratto non finito del generale Bonaparte (in realtà intitolato Il generale Bonaparte) è un'opera dipinta da Jacques Louis David nel 1798 che doveva rappresentare Napoleone Bonaparte presso Rivoli con in mano il Trattato di Campoformio. Il ritratto, dipinto dal vivo, non venne mai portato a compimento. Vivant Denon tagliò in seguito la tela per conservare la parte dipinta del viso e del busto. Il quadro è oggi esposto al museo del Louvre.

## Storia
Venne dipinto al Louvre tra il dicembre del 1797 e l'aprile del 1798. Fu acquisito successivamente da Vivant Denon, che fece tagliare la tela per conservarne la parte dipinta ed il busto. Il 
quadro venne poi venduto a Maret, duca di Bassano, nel 1826. Il dipinto restò alla sua famiglia sino agli anni '30 del Novecento (l'ultima proprietaria fu la contessa de Viel Castel, nata Maret de Bassano). L'opera venne venduta quindi a Germain Seligman e poi a Carlos de Beistegui. Donata al Louvre nel 1942 da Beistegui, con riserva di usufrutto, venne integrata alla collezione nazionale nel 1953 alla morte del donatore.

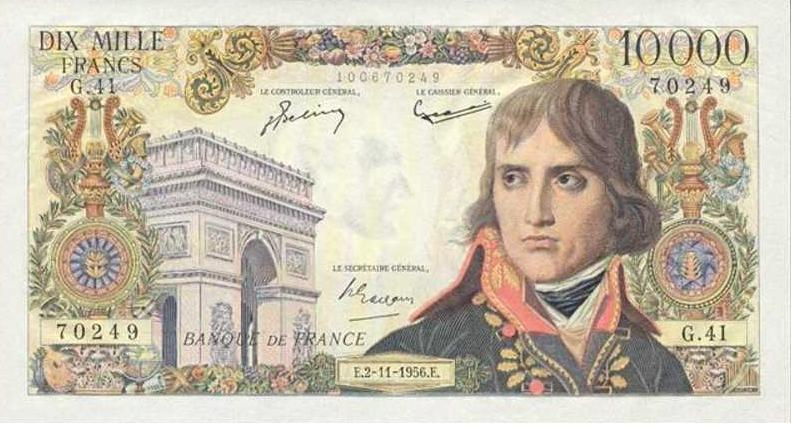
Retro di un biglietto da 10.000 franchi riproducente il ritratto non finito da David

Nel 1955 il dipinto servì da modello per l'effigie del Bonaparte raffigurato sul biglietto da 10.000 franchi della banca francese, oltre che sui successivi 100 nuovi franchi. Il disegno venne predisposto da Clément Serveau.

### Contesto

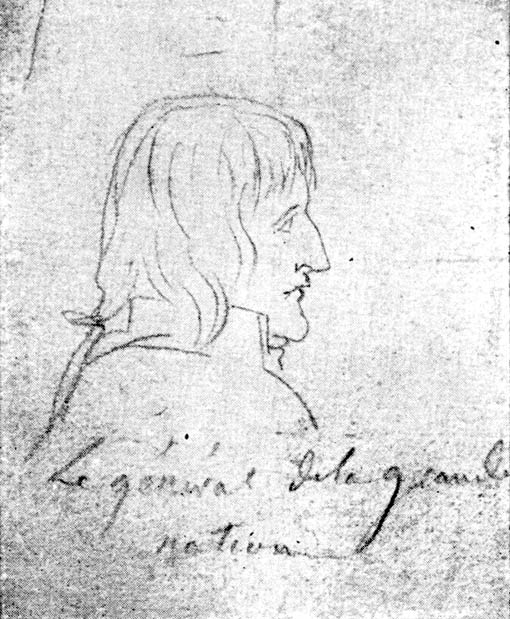
David, Le Général de la grande nation (1797), profilo di Bonaparte disegnato a pastello e preso dal vivo

Poco dopo aver firmato il trattato di Campoformio, Bonaparte tornò in Francia, dove venne accolto come un eroe. Al suo arrivo, David incontrò il generale per la prima volta e fece un primo schizzo del suo profilo. I due si incontrarono nuovamente ad un ricevimento organizzato dal segretario del Direttorio, Lagarde. Bonaparte accettò l'invito, a condizione che il pittore fosse invitato con lui. Fu probabilmente in quest'occasione che nacque l'idea di realizzare un ritratto. David propose al generale di portarsi al Louvre per poter posare nel suo atelier, ma poi si risolse a proporre uno schizzo da sottoporre al Bonaparte. Ben presto però David abbandonò il dipinto per mettersi a lavorare a Le Sabine. Per continuare l'opera declinò l'offerta che il Bonaparte gli fece di portarlo con lui in Egitto, venendo sostituito da Vivant Denon.

## Descrizione
Su un fondo di tela preparata, si trova il viso del Bonaparte. Il suo sguardo è rivolto alla sua destra, leggermente sollevato. I capelli, di media lunghezza, sono chiari ed agitati dal vento. Il corpo lascia intuire che il generale indossa un'uniforme blu, della quale sono però dipinti solo il colletto e le spalle; si distingue anche il colletto rosso ed il foulard nero sottostante. Il resto del corpo è disegnato a carboncino. Bonaparte è raffigurato nell'atto di porre la mano destra sul fianco, mentre l'altra mano è posta al petto. Appena accennata in vita una sciarpa. Il dipinto non è né firmato né datato.